# Skliaustis
Skliaustis je řeka v Litvě, v Žemaitsku, pravý přítok řeky Ančia. Protéká okresem Šilalė. Pramení 2 km na východ od jezera Paežrės ežeras, 2 km na severovýchod od Upyny. Klikatí se v celkovém směru severoseverovýchodním. Před obcí Tūjainiai přes řeku vede dálnice A1 Klaipėda – Vilnius, před soutokem s říčkou Raubeda stará "Žemaitská magistrála" č. 197 Kryžkalnis – Klaipėda. Vlévá se do Anči 52,6 km od jeho ústí do Šešuvisu jako její pravý přítok.

## Přítoky
Levé:
- Laukė (vlévá se 5,1 km od ústí), Bižas (3,3 km)

Pravé:
- Raubeda (5,9 km), Juodupis (2,8 km)